# Irene Jansen
Irene Jansen (16 de julio de 1983) es una cantante neerlandesa de metal progresivo y metal sinfónico. Cantó en el álbum de Ayreon The Human Equation, representando el personaje de Pasión. También fue la vocalista en vivo de Star One durante su gira en 2003, e interpretó al personaje de Morgana en dos álbumes conceptuales de Gary Hughes. Inicialmente fue la cantante principal de una banda de power metal llamada Karma. Hizo sus primeras grabaciones en más de una década para el álbum de Alarion Waves of Destruction, lanzado en 2016.
Irene es la hermana menor de la cantante Floor Jansen, asociada a las bandas After Forever, ReVamp y Nightwish.

## Discografía

### Alarion
- Waves of Destruction (2016)[3]

### Ayreon
- The Human Equation (2004)
- "Day Eleven: Love" (single, 2004)
- The Final Experiment (relanzamiento, 2005)
- The Theater Equation (DVD, 2016)
- Ayreon Universe – The Best of Ayreon Live (DVD, 2018)

### Freak Neil Inc.
- Characters (2005)

### Gary Hughes
- Once and Future King Part I (2003)
- Once and Future King Part II (2003)

### Karma
- Demo (2003)[4]

### Mantra Vega
- The Illusion’s Reckoning (2016)

### Star One
- Live on Earth (2003)